# Annette Jensen

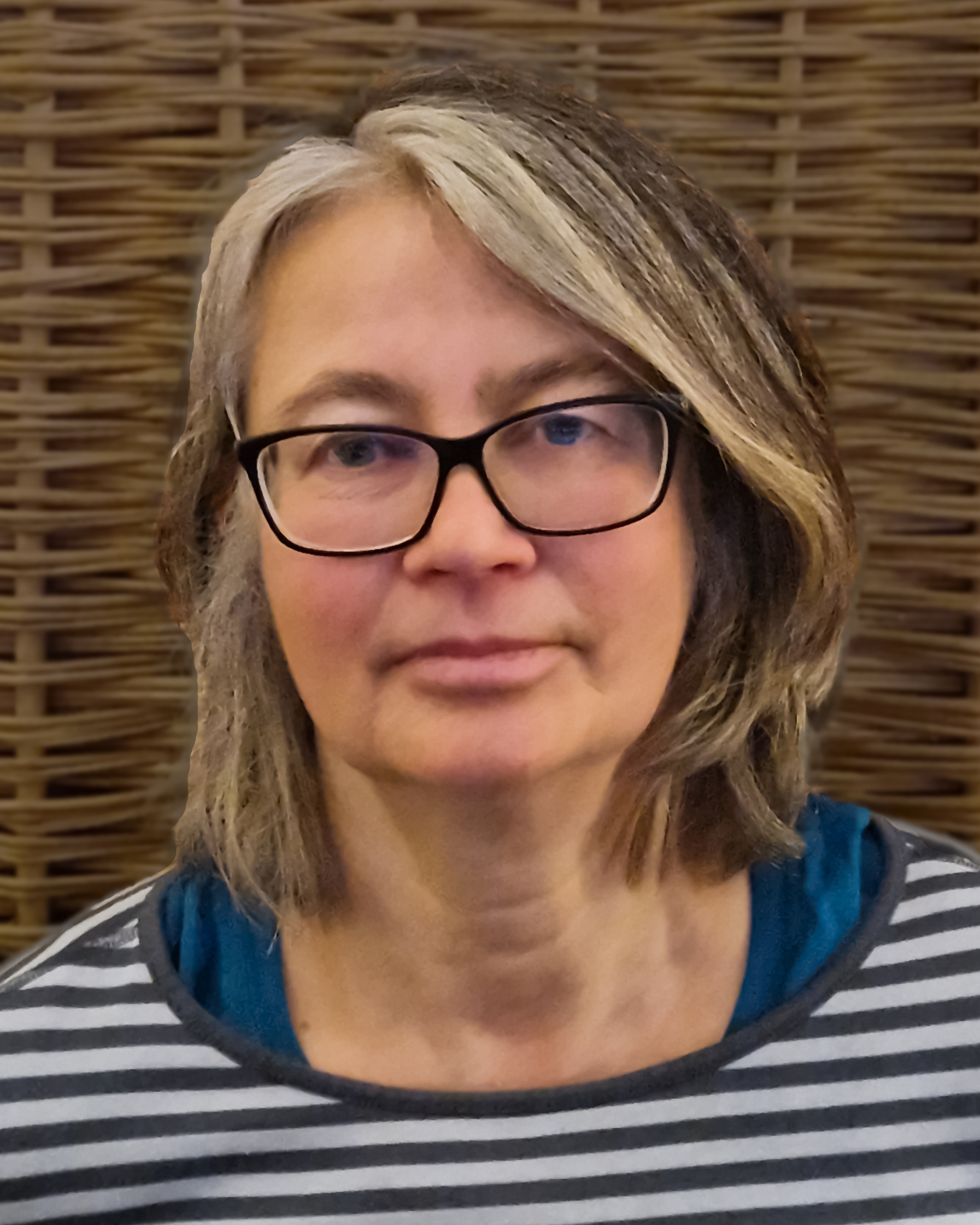
Annette Jensen, 2024

Annette Jensen (* 3. Mai 1962 in Itzehoe) ist eine deutsche Journalistin und Autorin.
Jensen studierte Politikwissenschaften und Germanistik an den Universitäten in Heidelberg und Hamburg. Im Jahre 1990 wurde sie bei der Tageszeitung (taz) Chefin vom Dienst für die Auslandsseiten und die Seite 1 zuständig. 1992 war sie Mitbegründerin des taz-Ressorts „Wirtschaft und Umwelt“ und übernahm dort die Themen Verkehr, Klima, Abfall und biologische Vielfalt sowie ostdeutsche Wirtschaft. Seit 1998 arbeitet sie als freie Journalistin und Publizistin und schreibt vor allem über ökonomische, ökologische und soziale Nachhaltigkeit sowie die  sozialökologische Transformation. Seit 2019 ist sie Sprecherin des Ernährungsrates Berlin.

## Veröffentlichungen (Auswahl)
- mit Hans-Joachim Kursawa-Stucke und Nicola Liebert: Der Grüne Punkt und der Recycling-Schwindel, München 1994, ISBN 	3-426-80039-X
- mit Winfried Kretschmer: Science goes Business. Vom Wissenschaftler zum Unternehmer, München 2001, ISBN 3-446-21739-8
- Im Osten was Neues. Unterwegs zur sozialen Einheit, Berlin 2010, ISBN 978-3-86789-116-5
- Wir steigern das Bruttosozialglück. Von Menschen, die anders wirtschaften und besser leben, Freiburg 2011, ISBN 978-3-451-30404-0
- mit Ute Scheub: Glücksökonomie. Wer teilt, hat mehr vom Leben, München 2014, ISBN 978-3-86581-661-0
- als Hauptautorin und Redakteurin: Berlin isst anders. Ein Zukunftsmenü für Berlin und Brandenburg, Berlin 2021, online
- Holy Shit. Der Wert unserer Hinterlassenschaften, Orange Press 2023, ISBN 978-3-93608-685-0

## Auszeichnungen
- 1999 – Journalistenpreis Bürgerschaftliches Engagement (2. Preis) für Arbeitslos und doch voll beschäftigt, in Süddeutsche Zeitung, 12./13. Dezember 1998.